# Nikolái Lukashenko
Nikolái Aleksandrovich Lukashenko (bielorruso: Мікалай Аляксандравіч Лукашэнка, ruso: Николай Александрович Лукашенко; Minsk, 31 de agosto de 2004) es el tercer hijo de Aleksandr Lukashenko, presidente de Bielorrusia.

## Biografía

### Primeros años y educación

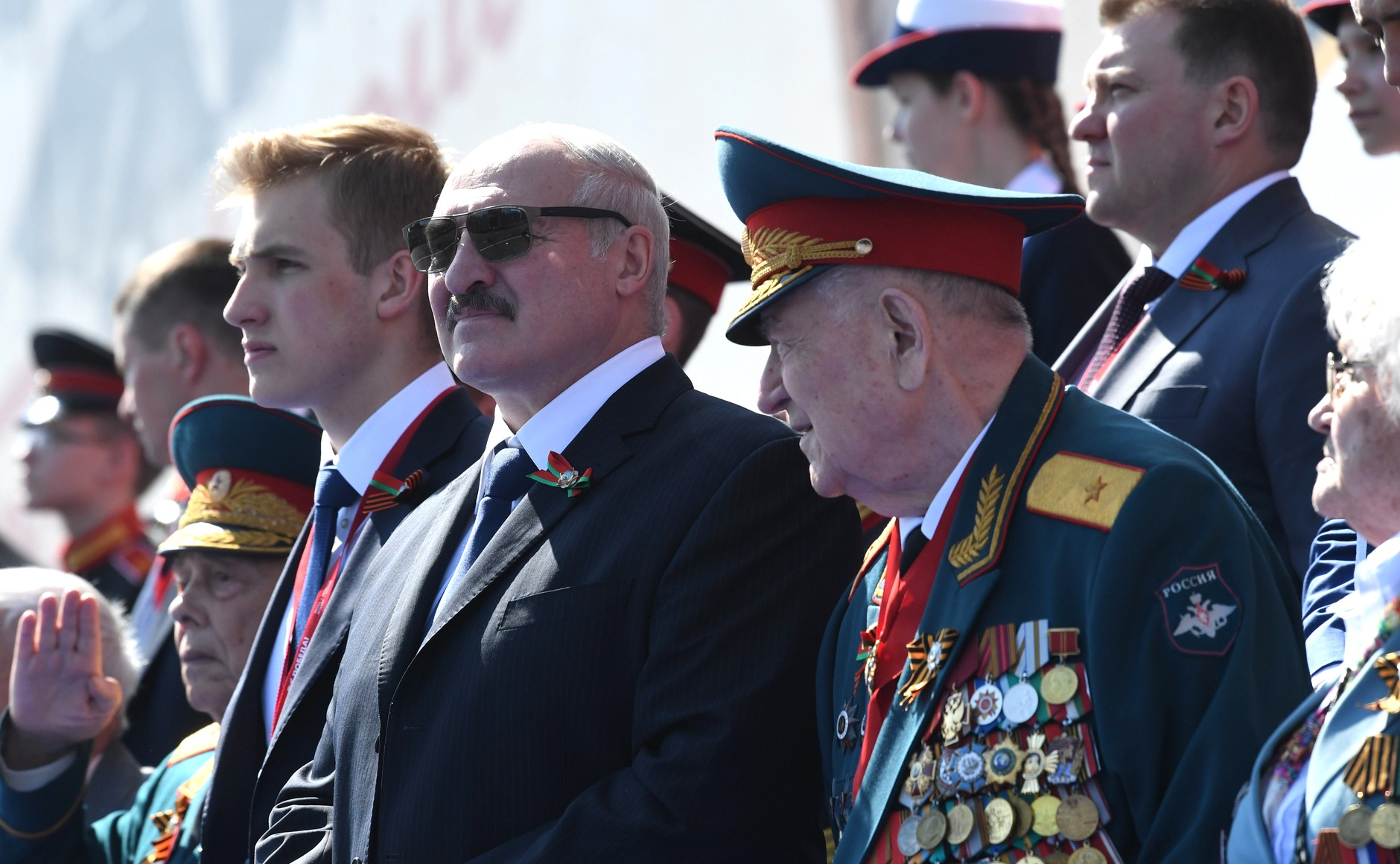
Nikolái junto a su padre durante la parada del día de la victoria en Moscú 2020.

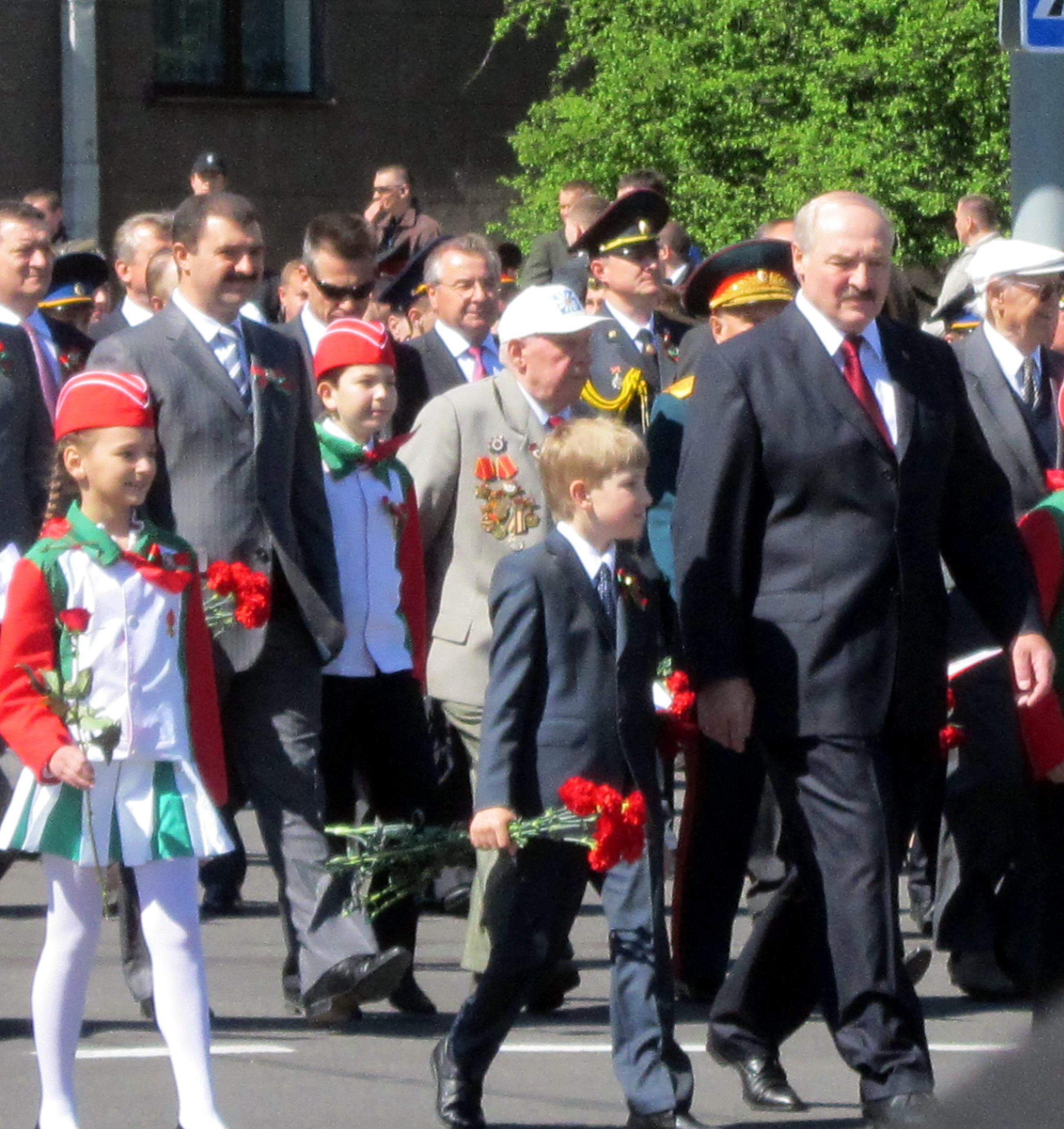
Lukashenko acude con su hijo Nikolái al desfile del Día de la Victoria de 2012. Al fondo de la imagen, con bigote, aparece Víktor Lukashenko.

No ha habido comentarios oficiales sobre la identidad de la madre de Nikolái. Sin embargo, según una versión muy difundida, su posible madre es Irina Abelskaya, la ex médico personal de Aleksandr Lukashenko. El Padre de "Kolya", actual presidente de Bielorrusia, permanece formalmente casado con su esposa Galina Lukashenko, aunque se cree que la pareja está separada. En 2011, Nikolái Lukashenko ingresó en la escuela secundaria Ostroshitsko-Gorodok. En 2020, ingresó en el Liceo de la Universidad Estatal de Bielorrusia. Más tarde, en agosto de 2020, se informó que Nikolái Lukashenko se retiró del Liceo. Según el Centro de Investigación Bielorruso, se graduó en un gimnasio privado en el distrito Drazdy de Minsk, gestionado por la empresa fundada por Irina Abelskaya.

### Rol público
Lukashenko apareció en público por primera vez en 2008. Ha atraído una gran atención de los medios ya que su padre, el presidente Aleksandr Lukashenko, lo ha llevado con frecuencia a ceremonias oficiales y visitas de estado, incluidas reuniones con el presidente venezolano Hugo Chávez, el presidente ruso Dmitri Medvédev, el Papa Benedicto XVI y el presidente estadounidense Barack Obama. Según su padre, Nikolái estaba tan cerca de él, que insistió en que lo siguiera a estas reuniones, pero se ha especulado que era para proteger al hijo presidencial a causa de los enemigos de su padre; también se rumoreó que Nikolái estaba siendo preparado para ser presidente después de Aleksandr. Kolya atrajo más atención de los medios en 2013, cuando Aleksandr declaró que su hijo se convertiría en presidente de Bielorrusia, lo que provocó numerosas especulaciones en la prensa. Incluso, acompañó a su padre en los funerales del presidente venezolano Hugo Chávez, en marzo de 2013.En 2015, Lukashenko, a la edad de 10 años, participó en una sesión de la Asamblea General de las Naciones Unidas. En junio de 2020, él y su padre asistieron al Desfile del Día de la Victoria de Moscú en la Plaza Roja.
En agosto de 2024, Nikolái Lukashenko fue añadido a la lista de sanciones de Canadá.